# Sebastián Villarreal
Sebastián Roberto Villarreal Bardet (4 de noviembre de 1977) es un abogado y político chileno. Fue subsecretario de Servicios Sociales bajo el segundo mandato del presidente Sebastián Piñera.

## Biografía
Egresó como abogado en la Pontificia Universidad Católica (PUC) y obtuvo un magíster en gestión pública en la Universidad de Maryland, Estados Unidos. Posee post títulos en gestión y evaluación de programas sociales.
Ha desarrollado su experiencia profesional en el sector público y organizaciones sociales no gubernamentales, destacando sus roles como consultor en modernización del Estado e innovación en el Banco Interamericano de Desarrollo en Washington, director ejecutivo en América Solidaria en Chile y Estados Unidos, y director de solidaridad en la Pontificia Universidad Católica, entre otros.
En el primer gobierno de Sebastián Piñera ejerció el cargo de jefe de gabinete en la Subsecretaría de Evaluación Social hasta el 2012, participando de la implementación del nuevo Ministerio de Desarrollo Social y uno de sus principales programas, el Ingreso Ético Familiar (IEF).
El 11 de marzo de 2018 fue designado por Sebastián Piñera como Subsecretario de Servicios Sociales, cargo en el que estuvo hasta el 4 de mayo de 2021.

### Vida personal
Tiene un hermano, está casado con Pilar Larroulet, hija del político, abogado y exministro Secretario Gral. de la Presidencia Cristián Larroulet y, son padres de dos hijos.